# 福沢恵介
福沢 恵介（ふくざわ けいすけ、1951年5月24日 - ）は、北海道浦幌町出身のシンガーソングライター、作曲家。

## 略歴
北海道浦幌高等学校卒業、獨協大学外国語学部英語学科中退。大学在学中にTBS系東芝日曜劇場『うちのホンカン』主題歌「ふりむけば」で東芝EMIからデビュー。北海道札幌市を活動拠点に、歌手の傍らラジオパーソナリティー、CMソング等を手がける。
「野風増」で人気を不動のものとする。また、日本人として戦後はじめてサハリンでコンサートを行う。
1999年、ライブ・パブレストラン「ファミリー・トゥリー」をすすきのにオープンさせ、若手ミュージシャンを育てる傍ら、ファミリートゥリーレーベルを立ち上げる。2007年4月、ファミリー・トゥリー閉店。その後長野県軽井沢町に在住。

## 主な楽曲
- ふりむけば
- 風が変わる朝に
- 冬の帳
- 野風増
- 娘に贈る詩
- 北の風になれ（コンサドーレ札幌　応援歌）
- 野を翔る千の風
- Fly Away～コスモバルク・テーマ曲～

## アルバム
- 愛のかたち
- 陽炎
- ラブメッセージ
- ことづて

## 提供曲
- 沢田知可子「DREAM」

## CMソング
- 日産・ローレル
- パナホーム
- さつま白波
- 月桂冠

## 過去のラジオ番組
- HBC「福沢恵介の今夜も貴方とLive and Talk」「世代断裂バラエティー にちようYAH!YAH!YAH!」
- STV「福沢恵介のファミリー・トゥリー」（2007年9月終了）